# Vivement dimanche!
Vivement dimanche! (Brasil: De Repente, num Domingo / Portugal: Finalmente Domingo!) é um policial de França de 1983, realizado por François Truffaut, com roteiro baseado no livro de Charles Williams.
As filmagens foram de 4 de novembro a 31 de dezembro de 1982. Foi o último filme de François Truffaut, falecido em 21 de outubro de 1984 devido a um tumor cerebral.

## Sinopse
Em Paris, Julien Vercel (Jean-Louis Trintignant) trabalha como agente imobiliário. Apesar de ser enfadonho e não lhe acontecerem problemas, a sua vida sofre uma mudança brusca quando Claude Massoulier é assassinado com um tiro de espingarda. Acontece que a vítima era amante de Marie-Christine Vercel (Caroline Sihol), a mulher de Julien, e quando ela é também morta ele torna-se o principal suspeito de ambas as mortes.
Ironicamente Barbara Becker (Fanny Ardant), que era sua secretária e tinha sido despedida, passa a ser a única pessoa que realmente crê na inocência de Julien. Enquanto o mantém escondido, ela investiga o caso por conta própria e acaba por se deparar com situações bem surpreendentes.

## Elenco
- Fanny Ardant (Barbara Becker)
- Jean-Louis Trintignant (Julien Vercel)
- Jean-Pierre Kalfon (Padre)
- Philippe Laudenbach (Maitre Clement)
- Philippe Morier-Genoud (Santelli)
- Xavier Saint-Macary (Bertrand Fabre)
- Jean-Louis Richard (Louison)
- Caroline Sihol (Marie-Christine Vercel)
- Anik Belaubre (Paule Delbecq)
- Yann Dedet (rosto do anjo)
- Nicole Félix (a prostituta desfigurada)
- Georges Koulouris (Lablache)
- Pascale Pellegrin (candidato a Secretário)
- Roland Thénot (Jambreau)
- Pierre Gare (inspetor Poivert)

## Dados complementares
- Estúdio: Films A2 / Les Films du Carosse / Soprofilms
- Distribuição: International Spectrafilm
- Argumento: Jean Aurel, Suzanne Schiffman e François Truffaut, baseado no livro de Charles Williams
- Produção: Armand Barbault
- Música: Georges Delerue
- Fotografia: Néstor Almendros
- Desenho de Produção: Hilton McConnico
- Guarda-Roupa: Michele Cerf
- Edição: Martine Barraqué
- Cenário: Hilton McConnico
- Formato: Preto & Branco - 1,66:1 - Mono - 35 mm
- Data de estreia: 10 de agosto de 1983 (França)

## Prémios e nomeações
- Recebeu uma nomeação ao BAFTA (1984) de Melhor Filme Estrangeiro
- Recebeu duas nomeações ao César (1984), nas categorias de:
  - Melhor Realizador
  - Melhor Actriz (Fanny Ardant)